# Vinzenz Ferrer Klun
Vinzenz Ferrer Klun, též Vinko Fereri Klun (13. dubna 1823 Lublaň – 15. července 1875 Karlovy Vary), byl rakouský historik, geograf, pedagog a politik z Kraňska, původně se hlásíci k slovinské národnosti, později se kulturně a politicky přiklánějící k národnosti německé, v 2. polovině 19. století poslanec Říšské rady.

## Biografie
V rodné Lublani vychodil gymnázium. Studoval na Padovské univerzitě. Po dokončení studií filozofie nastoupil roku 1843 do státní účtárny v Lublani, ale po krátkém čase odešel do Benátek, kde byl soukromým učitelem. V Padově získal titul doktora filozofie. Od června 1849 do roku 1856 byl redaktorem listu Laibacher Zeitung a zároveň (v letech 1851–1856) tajemníkem lublaňské obchodní komory. Od roku 1850 byl tajemníkem slovinského divadelního výboru a působil v Historické společnosti pro Kraňsko, pro niž v letech 1851–1856 redigoval její publikace. Od roku 1852, kdy získal zkoušku pro vyučování na středních školách, působil jako učitel dějepisu na různých vzdělávacích ústavech. Marně se ovšem snažil získat místo na lublaňském gymnáziu. 1. září 1856 proto odešel do Švýcarska, kde působil v kantonu St. Gallen (obec Lichtensteig) coby pedagog. Roku 1857 se vrátil do Rakouska a stal se krátce učitelem na gymnáziu v dalmatském Zadaru. Od 1. ledna 1858 vyučoval zeměpis a statistiku na nově zřízené obchodní akademii ve Vídni. Roku 1862 se stal privátním docentem zeměpisu na Vídeňské univerzitě. Přednášel zde srovnávací geografii Severní Ameriky a Evropy a Rakouska a ostatních evropských velmocí. Roku 1867 získal titul sekčního rady a roku 1869 dvorního rady na ministerstvu obchodu. Ve Vídni vydával a vlastnil v letech 1865–1868 list Der Volkswirt. Patřil mezi zakladatele spolku spisovatelů a publicistů Concordia (byl členem předsednictva spolku). Spoluzakládal i První rakouský spolek úředníků.
Zapojil se i do politiky. V lednu 1867 byl zvolen na Kraňský zemský sněm za městskou kurii, obvod Lublaň. V krátce poté vypsaných volbách v březnu 1867 mandát obhájil, nyní za kurii obchodních a živnostenských komor, obvod Lublaň. Zemský sněm ho 6. dubna 1867 zvolil i do Říšské rady (tehdy ještě volené nepřímo) za kurii obchodních a živnostenských komor v Kraňsku.
Počátkem 50. let se národnostně označoval za Slovince a Slovana. Bránil slovinskou kulturu. Vyslovoval se pro koexistenci slovinské a německé kultury. Ještě v roce 1867 ho na zemský sněm zvolila slovinská většina (slovinská Národní strana) v lublaňské obchodní komoře. Téhož roku publikoval svou představu uspořádání Rakouska, ve které se vyslovil pro národnostní rovnoprávnost a federalismus. Tehdejší rakouská vláda se ale v složité době vrcholících debat okolo rakousko-uherského vyrovnání snažila získat na svou stranu některé poslance a politické osobnosti federalistického tábora složeného převážně ze zástupců neněmeckých národností. V případě Kluna se jí to podařilo. V červenci 1867 se tento poslanec na Říšské radě odtrhl od slovinského poslaneckého klubu, když jako jediný jeho člen nepodpořil návrh tyrolského federalistického poslance Alberta Jägera kritizující liberální legislativu navrhovanou německým centralistou Eduardem Herbstem. Svůj postoj zdůvodňoval tím, že je nejen pro národnostní ale i občanskou svobodu, distancoval se od spojenectví Slovinců a katolických konzervativců a odmítl rusofilství.
Rozkol mezi Klunem a slovinským politickým táborem se prohloubil, když Klun (a ještě slovinský poslanec Luka Svetec) podpořil liberální a centralistickou prosincovou ústavu roku 1867. Tehdy se definitivně přiklonil k německému centralistickému táboru (tzv. Ústavní strana) okolo Eduarda Herbsta. Při parlamentní debatě o zavádění slovinských škol v Kraňsku prohlásil, že slovinština není natolik rozvinutá, aby mohla sloužit jako plnohodnotný vyučovací jazyk. Snažil se zároveň přikročit k založení liberální strany, která by sdružovala Slovince i Němce v Kraňsku. Podporoval korekci prosincové ústavy, byl stoupencem přímých voleb do Říšské rady a silnější role zemských sněmů. Jeho slovinští voliči mu ovšem vyslovili nedůvěru a označili ho za faktického příslušníka německého tábora (podobně jako jiného dříve slovinského politika Karla Deschmanna).
Na zemském sněmu zasedal za kurii obchodních a živnostenských komor do roku 1870. Pak (tehdy už jako kandidát proněmeckého tábora) byl roku 1870 zvolen za kurii velkostatkářskou. Zemským poslancem byl do roku 1871, kdy v srpnu rezignoval.
Český tisk ho v nekrologu označil za jednoho z mužů, kteří zklamali důvěru svých spoluobčanů ku svému hmotnému prospěchu. Odcizil se prý zcela svému národu, ale dosáhnuv toto účelu, nezabýval se dále politikou a národu svému (...) pak alespoň již neškodil.
Publikoval četné historiografické a zeměpisné práce jako Archiv für die Landesgeschischte von Krain (1852–1854), Allgemeine und Handelsgeographie (1860) či Industrie-Atlas (1864).
V závěru života opustil roku 1871 státní službu a pobýval na svém statku poblíž švýcarského Lucernu. Roku 1874 se vrátil do Vídně. Zemřel v červenci 1875 v Karlových Varech, kde pobýval za účelem léčby. V závěti odkázal značnou sumu peněz na podporu studentů a chudých vdov.